# Sainte-Gauburge-Sainte-Colombe
Sainte-Gauburge-Sainte-Colombe és un municipi francès situat al departament de l'Orne i a la regió de Normandia. L'any 2007 tenia 1.156 habitants.

## Demografia

### Població
El 2007 la població de fet de Sainte-Gauburge-Sainte-Colombe era de 1.156 persones. Hi havia 547 famílies de les quals 210 eren unipersonals (91 homes vivint sols i 119 dones vivint soles), 186 parelles sense fills, 127 parelles amb fills i 24 famílies monoparentals amb fills.
La població ha evolucionat segons el següent gràfic:
Habitants censats

### Habitatges
El 2007 hi havia 723 habitatges, 552 eren l'habitatge principal de la família, 107 eren segones residències i 64 estaven desocupats. 620 eren cases i 102 eren apartaments. Dels 552 habitatges principals, 349 estaven ocupats pels seus propietaris, 186 estaven llogats i ocupats pels llogaters i 17 estaven cedits a títol gratuït; 9 tenien una cambra, 45 en tenien dues, 158 en tenien tres, 174 en tenien quatre i 165 en tenien cinc o més. 407 habitatges disposaven pel capbaix d'una plaça de pàrquing. A 283 habitatges hi havia un automòbil i a 151 n'hi havia dos o més.

### Piràmide de població
La piràmide de població per edats i sexe el 2009 era:
| Homes | Edats   | Dones |
| ----- | ------- | ----- |
| 0     | 95 o +  | 0     |
| 4     | 90 a 94 | 8     |
| 12    | 85 a 89 | 20    |
| 16    | 80 a 84 | 24    |
| 60    | 75 a 79 | 44    |
| 24    | 70 a 74 | 40    |
| 36    | 65 a 69 | 52    |
| 28    | 60 a 64 | 32    |
| 20    | 55 a 59 | 12    |
| 28    | 50 a 54 | 28    |
| 44    | 45 a 49 | 44    |
| 52    | 40 a 44 | 48    |
| 24    | 35 a 39 | 20    |
| 60    | 30 a 34 | 40    |
| 36    | 25 a 29 | 52    |
| 32    | 20 a 24 | 16    |
| 44    | 15 a 19 | 24    |
| 4     | 10 a 14 | 16    |
| 44    | 5 a 9   | 32    |
| 44    | 0 a 4   | 56    |

## Economia
El 2007 la població en edat de treballar era de 636 persones, 453 eren actives i 183 eren inactives. De les 453 persones actives 401 estaven ocupades (228 homes i 173 dones) i 52 estaven aturades (22 homes i 30 dones). De les 183 persones inactives 60 estaven jubilades, 46 estaven estudiant i 77 estaven classificades com a «altres inactius».

### Ingressos
El 2009 a Sainte-Gauburge-Sainte-Colombe hi havia 572 unitats fiscals que integraven 1.196 persones, la mediana anual d'ingressos fiscals per persona era de 15.269 €.

### Activitats econòmiques
Dels 62 establiments que hi havia el 2007, 1 era d'una empresa extractiva, 2 d'empreses alimentàries, 3 d'empreses de fabricació d'altres productes industrials, 8 d'empreses de construcció, 10 d'empreses de comerç i reparació d'automòbils, 3 d'empreses de transport, 5 d'empreses d'hostatgeria i restauració, 5 d'empreses financeres, 2 d'empreses immobiliàries, 8 d'empreses de serveis, 9 d'entitats de l'administració pública i 6 d'empreses classificades com a «altres activitats de serveis».
Dels 18 establiments de servei als particulars que hi havia el 2009, 1 era una oficina de correu, 4 oficines bancàries, 1 taller de reparació d'automòbils i de material agrícola, 3 guixaires pintors, 2 fusteries, 2 lampisteries, 1 perruqueria i 4 restaurants.
Dels 6 establiments comercials que hi havia el 2009, 1 era un hipermercat, 2 fleques, 1 una peixateria, 1 una llibreria i 1 una joieria.
L'any 2000 a Sainte-Gauburge-Sainte-Colombe hi havia 31 explotacions agrícoles que ocupaven un total de 1.173 hectàrees.

## Equipaments sanitaris i escolars
El 2009 hi havia 1 farmàcia i 1 ambulància.
El 2009 hi havia una escola elemental integrada dins d'un grup escolar amb les comunes properes formant una escola dispersa.

## Poblacions més properes
El següent diagrama mostra les poblacions més properes.